# 태평경
《태평경》 (太平經)은 중국 최초의 도교 경전(經典)이며, 전한(前漢)의 방사(方士) 감충가(甘忠可)가 저술했다고 알려진 《천관역포원태평경(天官歷包元太平經)》 12권과 신인(神人)이 후한(後漢) 말의 방사 우길(于吉)에게 전수했다고 전해지는 《태평청령서(太平淸領書)》 170여권을 의미한다. 역대 도교의 경전을 모은 도장(道藏)의 분류인 《삼동사보(三洞四輔)》 중 태평부(太平部)에 해당하며,  하늘의 뜻을 전달하는 도참서(圖讖書)로 간주된다. 태평경은 한나라(漢) 대부터 당나라(唐) 때까지 도교에서 중요한 위치를 차지했으나, 송나라(宋) 이후부터는 점차 잊혀지게 되었다.
태평경은 몇 명의 도사(道士)들과 제자들의 문답에 대해 자세히 기록되어있으며, 주로 학선(學仙)과 수도(修道)에 관한 내용이 기록되어있다. 이외에 군주를 보좌하고, 선행을 하여 덕을 쌓으며, 음양(陰陽)을 조화시키는 것을 강조하며, 명상(瞑想)과 복식(服食) 및 부적(符籍) 등에서의 도술(道術) 등 도교에서의 각종 관념과 신선(神仙)의 방중술(房中術) 등을 종합하였다. 또한 병을 고치고 몸에서 사악한 기운을 몰아내는 방법이 포함되어 있으며, 이전보다 더욱 체계적인 신선의 이론을 구축하여 후대 도교 사상의 기초를 닦았다.
현대 학자들은 태평경에 대해 서로 다른 해석을 내놓고 있다. 일부 학자들은 태평경이 유토피아를 건설할 구세주에 대해 언급하며 민중의 혁명을 초래하였다고 주장하였으며, 또한 다른 학자들은 태평경은 오직 세상의 질서의 평온과 조화만을 추구하여 지주 계급의 이익을 대변했다는 견해를 내놓았다.

## 각 기록에서의 태평경

### 천관역포원태평경(天官歷包元太平經)
전한(前漢) 성제(成帝) 당시 산둥(山東) 출신의 방사(方士) 감충가(甘忠可)가 저술했으며, 일설에 의하면 적정자(赤精子)에게서 전수받았다고 한다.
《한서(漢書)》의 《수양하후경익이전(眭兩夏侯京翼李傳)》에 의하면 감충가는 천관역을 거짓으로 만들어 태평경 12권을 보존했다고 기록되어 있으며, 한나라(漢)의 멸망에 관한 내용이 기술되어 있다고 전해지나 현재는 소실되어 내용을 확인할 수 없다.

### 태평청령서(太平淸領書)
후한(後漢) 말 당시 산둥(山東) 출신의 방사(方士) 우길(于吉)이 곡양(曲陽)의 한 연못 근처에서 얻었다고 전해지며, 우길은 태평청령서를 읽은 뒤 환자들의 병을 고치며 민중은 물론 지배 계층으로부터 명성을 얻었다고 한다.
이후 후한 순제(順帝) 당시 우길의 제자인 궁숭(宮崇)이 태평청령서 170권을 조정에 헌상했지만 요망하고 불경하다는 이유로 세상에 알려지지 못했으며, 후한 환제(桓帝) 때에 우길의 제자인 양해(襄楷)가 다시금 태평청령도를 조정에 헌상했지만 역시 좋은 평가를 받지 못해 받아들여지지 않았다.
그 뒤 후한 말의 종교 지도자인 장각(張角)이 태평청령서를 얻어 태평도(太平道)를 조직한 뒤 경전으로 삼았으며, 이를 이용하여 민중을 규합한 뒤 황건적의 난을 일으켰다.
태평청령서의 내용은 음양(陰陽)과 오행(五行) 및 간지(干支) 등에 대한 것이 중심을 이룬다고 전해지나, 현재는 소실되어 내용을 확인할 수 없다.

## 같이 보기
- 감충가
- 우길
- 장각
- 태평도